# Липранди, Павел Петрович
Па́вел Петро́вич Липра́нди (15 (26) января 1796 года — 27 августа (8 сентября) 1864 года) — русский военачальник, генерал от инфантерии (17.04.1860), командир лейб-гвардии Семёновского полка (1842—1848). Особенно отличился в Польскую кампанию 1831 года и Крымскую войну, в ходе которой предложил и с успехом выполнил план сражения при Балаклаве. Младший брат деятеля тайной полиции И. П. Липранди.

## Биография
Павел Липранди родился 15 января 1796 года. Принадлежал к старинному испанскому роду Липранди, осевшему в Пьемонте. Отец его, директор российских фабрик и устроитель Александровской мануфактуры, выехал в Россию в конце XVIII века.

### Наполеоновские войны
С началом Отечественной войны 1812 г. отправился в действующую армию и пытался поступить в Ахтырский гусарский полк, но ему пришлось удовольствоваться ролью волонтёра при штабе 6-го корпуса (Дохтурова), в котором брат его, Иван Петрович, занимал должность обер-квартирмейстера. Липранди участвовал в сражениях при Тарутине, под Малоярославцем и под Красным и, отлично зарекомендовав себя, в 1813 г. был зачислен подпрапорщиком в Псковский мушкетёрский полк.
В рядах полка он принимал участие в Заграничном походе против французов, был в сражениях при Кацбахе (за отличие произведён в прапорщики) и Дрездене; в 1814 г. участвовал в сражениях при Бриенне, Ла-Ротьере, Лаферте-су-Жоар, за которое произведен был в подпоручики, при Монмирале, Шато-Тьерри, Мери, Краоне, Лаоне, Суассоне и во взятии Парижа.
В 1816 году был назначен адъютантом к начальнику 16-й дивизии генералу Ф. И. Талызину; в 1818 г. он был, уже в чине штабс-капитана, переведён в лейб-гвардии Гренадерский полк. В 1822 г. перешёл в армию майором, с назначением адъютантом к корпусному командиру генералу И. В. Сабанееву, с которым скоро дружески сошёлся и через которого стал известен графу М. С. Воронцову и П. Д. Киселёву. Близкое общение с этими военачальниками оказало большое влияние на Липранди и проявилось впоследствии, когда он стал командовать отдельными частями.

### Русско-турецкая война 1828—1829 года
Перед началом русско-турецкой войны 1828—1829 гг. Липранди, состоявший адъютантом при начальнике штаба действующей армии генерале П. Д. Киселёве, по приказанию главнокомандующего отправился в крепость Исакчи доставить паше известие об объявлении войны; кроме того, он имел секретное поручение осмотреть укрепления этого пункта и узнать, не имеют ли турки сведений о движении русской армии.
Блестяще исполнив это поручение, он был отправлен в Галац с целью собрать сведения о том, имеются ли удобные суда для перевозки войск по случаю предположенной экспедиции в Исакчи. Это поручение было им исполнено также успешно. В мае 1828 года участвовал при осаде и занятии крепости Браилова, а после переправы наших войск через Дунай послан к генералу А. Я. Рудзевичу с приказанием обложить Исакчи и занять дороги к Браилову, Бабадагу и Тульчи.
8 июля он участвовал в сражении при Шумле и за отличие пожалован был орденом Святого Владимира 4-й степени с мечами и бантом. В 1829 году, будучи в чине подполковника, Липранди имел секретное поручение наблюдать за всем, происходившим в австрийских владениях, и собрать по всей границе Молдавии самые точные сведения о действиях австрийцев. В 1830 году он управлял Сатуновским карантином, а по случаю появления холеры в Новороссийском крае был назначен главным начальником крепостей Кинбурна и Очакова.

### Польское восстание 1830 года
В 1831 году Липранди состоял командиром Елецкого пехотного полка, с которым принимал участие в войне против польских мятежников, находясь сначала в отряде генерала Ф. В. Ридигера для действия против войск Ю. Дверницкого, потом при блокаде крепости Замостье, где за отличие произведён был в полковники.
Затем он участвовал при штурме варшавских укреплений, где командовал 1-й бригадой 2-й пехотной дивизии; когда был ранен генерал-лейтенант и барон Ф. К. Гейсмар, Липранди принял командование всей штурмовой колонной и первый взошёл на валы укреплений № 54 и 22, за что был награждён 18 октября 1831 года орденом Святого Георгия 3-й степени № 453
В воздаяние отличнаго мужества и храбрости, оказанных 25 и 26 августа 1831 года при штурме варшавских укреплений
После покорения Варшавы он в составе авангарда генерал-лейтенанта В. К. Сиверса преследовал мятежников, отступивших в Люблин, и участвовал в блокаде этой крепости.
По окончании военных действий Липранди приступил к проведению в жизнь тех начал по улучшению солдатского быта, которые он разрабатывал совместно с генералами Сабанеевым, Киселёвым и Воронцовым. Через два года Елецкий полк настолько выделился во всех отношениях, что Липранди 28 января 1833 года был назначен флигель-адъютантом к Его Императорскому Величеству, а в 1835 года ему был пожалован майорат в царстве Польском.
26 марта 1839 г. Липранди был произведён в генерал-майоры и получил в командование гренадерский короля Фридриха-Вильгельма III полк (впоследствии лейб-гвардии Санкт-Петербургский), а в 1842 г. назначен командиром лейб-гвардии Семёновского полка. 25 июня 1843 года Липранди был удостоен звания генерал-майора Свиты Его Императорского Величества, а в 1844 году был пожалован орденом Святого Станислава 1-й степени.
Продолжая деятельно заботиться об улучшении солдатского быта, Липранди выработал особую инструкцию ротному командиру по довольствию роты, принятую затем к руководству во всех частях гвардии, устроил для полка на берегу Крюкова канала водоподъёмную башню с фильтром и довел средства полка до такого состояния, что мог отказаться от посылки солдат на вольные работы. За всё время своего 17-летнего командования различными полками Липранди не арестовал ни одного офицера и не подверг телесному наказанию ни одного нижнего чина, доказав тем, что царившие в то время суровые способы командования были предрассудком.
В 1848 г. Липранди был произведён в генерал-лейтенанты и назначен начальником штаба Гренадерского корпуса, с зачислением по гвардейской пехоте и Генеральному штабу и в списки лейб-гвардии Семёновского полка. С объявлением в 1849 г. военного похода в Венгрию, главнокомандующий граф И. Ф. Паскевич предложил Липранди командование 12-й пехотной дивизией, с которой последний и участвовал в военных действиях.

### Крымская война
Когда началась Крымская война, Липранди был назначен начальником Мало-Валахского отряда, для прикрытия правого фланга Южной армии и охраны Малой Валахии. Рядом усиленных рекогносцировок, а затем наступлением всем отрядом и занятием с боя села Чепурчеи, Липранди положил конец вылазкам турок из Калафата. За эти дела он был награждён орден Белого орла.
Из Бессарабии дивизия Липранди была двинута форсированным маршем в Крым. Император Николай I рекомендовал Липранди главнокомандующему в следующих выражениях: «Генералу Липранди можно поручить отдельный отряд, и на него можно смело положиться, как на опытного генерала».
Липранди оправдал эту высочайшую рекомендацию в первом же самостоятельно проведённом деле под Балаклавой, во время которого он был ранен осколком гранаты в ногу, но остался в строю. За это сражение Липранди был награждён орденом Святого Владимира 2-й степени с мечами.
В феврале 1855 французский генерал Ж. Эрбе писал домой: «С высшей точки местности, нами занимаемой, виден русский лагерь к северо-востоку от Балаклавы. Это корпус генерала Липранди, который прибыл 4-5 дней тому назад, для вступления в прежние позиции, которые оставил во время глубокой зимы. Ему приписывают некоторые недоброжелательные намерения против Балаклавы».
Затем Липранди участвовал в сражениях при Инкермане и на Чёрной речке.

В солдатской песне Как восьмого сентября авторство по крайней мере части текста которой приписывается Л. Н. Толстому роль Липранди описана как уклонившегося от посылки подкреплений.
Павлов, Соймонов ходили,
Круты горы восходили,
Вместе не сошлись.
А Липранди хоть видал,
Как француз одолевал, —
Руку не подал.
Тысяч десять положили -
От царя не заслужили
Милости большой.
Текст был впервые опубликован в 1857 году в Лондоне, в неподцензурном альманахе «Полярная звезда» вместе со словами «Песни про сражение на реке Чёрной 4 августа 1855 года».
В 1855 году Липранди получил в командование 6-й пехотный корпус, но в 1856 году взял бессрочный отпуск. Получив в 1858 году по наследству село Ефимьево Нижегородской губернии, и став помещиком, Липранди тотчас же отпустил своих крестьян на волю с землёй.
В 1859 г., по личному желанию императора Александра II, Липранди принял командование над 2-м пехотным корпусом, расположенным в Царстве Польском. В 1860 г. произведён в генералы от инфантерии. Однако в 1861 г., вследствие несогласия во взглядах с наместником графом К. К. Ламбертом, был назначен членом Военного совета, а в 1862 г. — инспектором войск.
Умер Липранди 27 августа 1864 г. и был похоронен в Санкт-Петербурге на Митрофаниевском кладбище.

## Награды
Российские:
- Орден Святой Анны 4-й степени (1814)
- Орден Святого Владимира 4-й степени с бантом (20.08.1828)
- Орден Святой Анны 2-й степени (01.04.1831)
- Орден Святого Георгия 3-й степени (18.10.1831)
- Знак отличия за военное достоинство 3-й степени (1832)
- Орден Святого Владимира 3-й степени (06.12.1842)
- Орден Святого Станислава 1-й степени (21.11.1844)
- Орден Святой Анны 1-й степени (06.12.1846)
- Императорская корона к ордену Святой Анны 1-й степени (02.12.1851)
- Орден Белого орла за отличие в Дунайской кампании Крымской войны (25.06.1854)
- Золотая шпага с надписью «За храбрость», украшенная алмазами (1854)
- Орден Святого Владимира 2-й степени с мечами за отличие в Балаклавском сражении (1855)

Иностранные:
- Прусский орден Красного орла 2-го класса с алмазами (1842)
- Прусский орден Красного орла 1-го класса (1860)
- Австрийский орден Леопольда 1-го класса (1860)

## Семья
Жена (с 1833 г.) — Мария Фёдоровна Талызина (1808—1843), дочь генерал-лейтенанта Ф. И. Талызина. Сын их, Рафаил Павлович (1838—1909), генерал-майор Генерального штаба, с отличием участвовал в русско-турецкой войне 1877—1878 гг. и за боевые отличия при обороне Шипки был награждён золотым оружием и орденом Святого Георгия 4-й степени.